# نهر تانا
تانا ((بالفنلندية: Teno)‏  [ˈteno] أو Tenojoki ؛ Northern Sami  [ˈtea̯tnuː] ؛ (بالنرويجية: Tana/Tanaelva)‏ ؛ (بالسويدية: Tana älv)‏) يبلغ 361 كيلومتر (224 ميل) نهر طويل في منطقة سابمي شمال فنوسكانديا. يتدفق النهر عبر مقاطعة ترومس أوغ فينمارك بالنرويج ومنطقة لابي في فنلندا. اسم سامي يعني «النهر العظيم». الروافد الرئيسية لتانا هي Anarjohka و Karasjohka.

## جغرافية

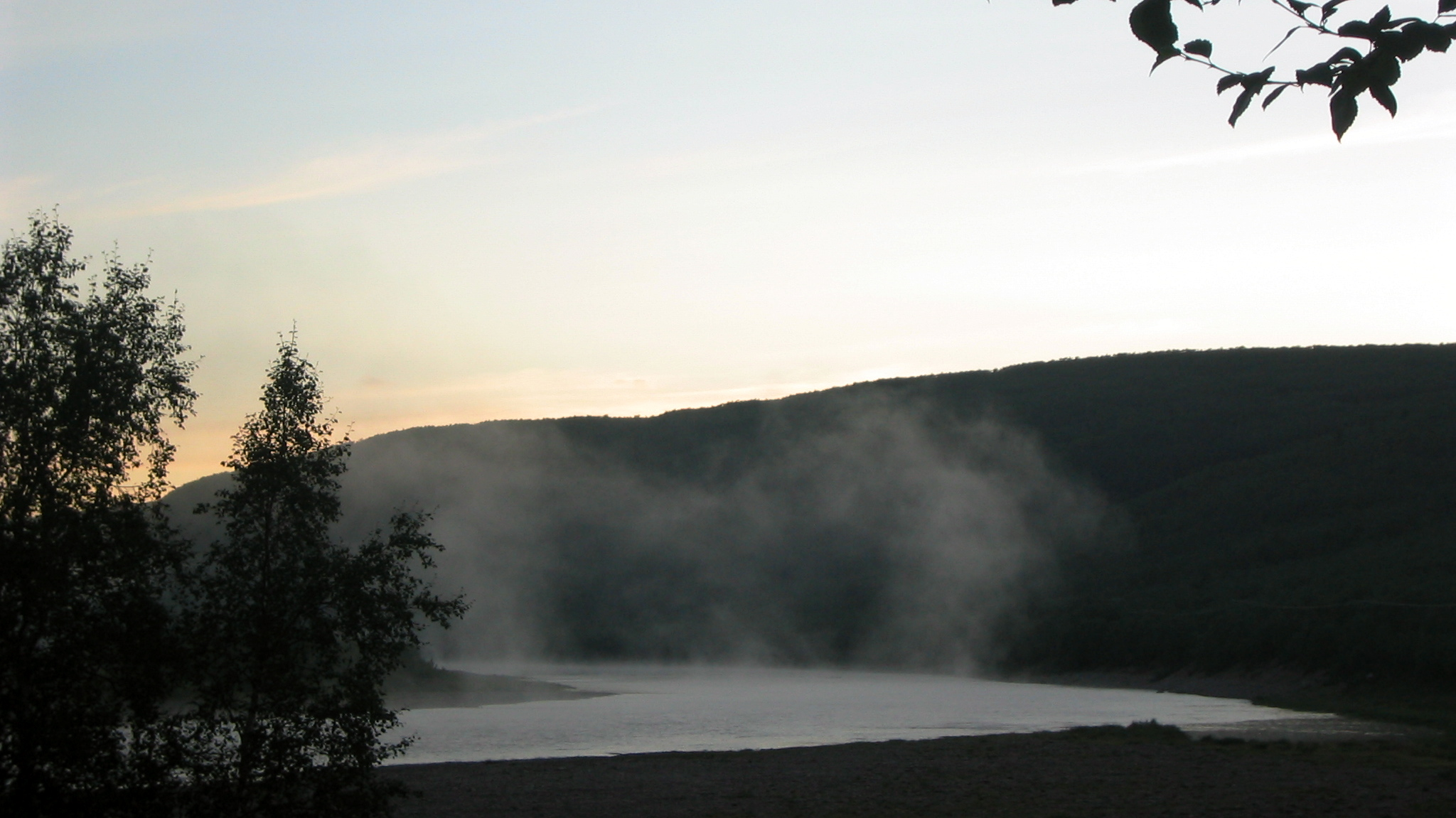
ليلة صيفية على نهر تانا

في مساره العلوي، يتم تشغيله مقابل 256 كيلومتر (159 ميل) على طول الحدود الفنلندية النرويجية، بين بلديات Utsjoki ، فنلندا وكاراشوك وتانا، النرويج. النهر هو خامس أطول نهر في النرويج. آخر 105 كيلومتر (65 ميل) من النهر يمر عبر بلدية تانا في النرويج. يصب النهر في نهر تانافجوردين، أحد أكبر دلتا الأنهار وأكثرها بكرًا في أوروبا. الدلتا محمية وهي موطن مهم لطيور الأراضي الرطبة. توجد رواسب كبيرة من الرمال في الدلتا تتعرض للحواجز الرملية عند انخفاض المد.

## صيد السمك
في عام 2022، لن تسمح السلطات في النرويج وفنلندا بصيد سمك السلمون (في النهر).
تشتهر نهر تانا بمصايد أسماك السلمون الممتازة وهو أكثر نهر السلمون إنتاجًا في فنلندا والنرويج. الرقم القياسي العالمي لسمك السلمون الأطلسي يحمله سمكة سلمون تم اصطيادها في تانا. كان 36 كيلوغرام (79 رطل) وتم التقاطه في عام 1929 من قبل الراحل نيلس ماتيس وال.
في عام 2020، 18,600 كيلوغرام (41,000 رطل) هو الإجمالي السنوي للسلمون الذي يتم صيده في النهر. سابقًا، في عام 2002، استولى الصيادون على النهر على ما مجموعه 99,546 كيلوغرام (219,461 رطل) سمك السلمون بمتوسط حجم 4.5 كيلوغرام (9.9 رطل) في النهر. بلغ صيد التراوت البحري السنوي لتلك السنة على النهر 4,426 كيلوغرام (9,758 رطل) . تنظم كل من فنلندا والنرويج الصيد في النهر ويسمح بالصيد بالشباك العائمة في النهر.

## وسائل النقل
تم بناء جسر تانا (أو نيبرووا) في عام 2020 ؛ يبلغ طوله الرئيسي 234 متر (768 قدم) .
تم بناء جسر سامي في أوتجوكي في عام 1993. يتبع الطريق السريع الأوروبي E6 الخط الساحلي الغربي للنهر لمعظم طول النهر.
في الشتاء، عادة ما يكون هناك طريقان جليديان قيد الاستخدام من ديسمبر إلى أبريل. تقع هذه الطرق بالقرب من Rustefjelbma وبالقرب من Polmak ، ويبلغ وزنها حد 2 طن متري (2.0 طن كبير؛ 2.2 طن صغير) ، ولكن القليل من القيود الأخرى.

## روابط خارجية
- مؤرخ: - En store skandale innen naturforvaltning [مؤرخ: - فضيحة كبرى فيما يتعلق بالحفاظ على الطبيعة] (10 أبريل 2021) NRK
- الصيد بالصيد في نهر تانا[وصلة مكسورة][ رابط معطل دائم ]